# Alfred Trzebinski
Alfred Albrecht Josef Trzebinski (* 29. August 1902 in Jutroschin; † 8. Oktober 1946 in Hameln) war ein deutscher Mediziner und als SS-Hauptsturmführer KZ-Arzt in den Konzentrationslagern Auschwitz, Majdanek und Neuengamme.

## Leben
Trzebinski war der Sohn eines Gymnasiallehrers. Er studierte nach dem Abschluss seiner Schullaufbahn Medizin an den Universitäten Breslau und Greifswald. Mit der 1928 erschienenen Dissertation Facialislähmungen bei frischer unbehandelter Syphilis wurde er zum Dr. med promoviert. Nach dem abgeschlossenen Medizinstudium und Approbation war er zunächst als Landarzt in Sachsen tätig. Seit 1933 war er mit einer ehemaligen Mitstudentin verheiratet, das Paar bekam eine Tochter.

## Zeit des Nationalsozialismus
Trzebinski war bereits seit September 1932 Mitglied der SS (SS-Nr. 133.574) und nach der Machtergreifung ab Februar 1933 Mitglied der NSDAP (Mitgliedsnummer 1.447.570). In der Zeit des Nationalsozialismus war er ab 1938 ehrenamtlicher Führer der Sanitätsstaffel der 91. SS-Standarte in Torgau. Innerhalb der SS stieg er im Juni 1943 bis zum SS-Hauptsturmführer auf.
Nach Beginn des Zweiten Weltkrieges wurde er zur Wehrmacht einberufen, bei der er ab Juli 1937 bereits zwei Monate Militärdienst absolviert hatte. Im Mai 1941 wechselte er zur Waffen-SS. Ab Juli 1941 fungierte er als Lagerarzt im KZ Auschwitz und ab Herbst 1941 in gleicher Funktion im KZ Majdanek. Ab April 1942 war er Standortarzt im KZ Majdanek und infizierte sich dort Ende dieses Jahres mit Fleckfieber.
1943 wurde er in das KZ Neuengamme versetzt, wo er bis zur Auflösung des Lagers Ende April 1945 als Standortarzt tätig war. Wahrscheinlich war er nach seiner Gesundung bereits ab dem 20. Februar 1943 in dieser Funktion.

## Menschenversuche
Auf Veranlassung des KZ-Arztes Kurt Heißmeyer wurden im November 1944 die jüdischen Kinder Mania Altmann, Mania Birnbaum, Sergio De Simone, Sara Goldfinger, Riwka Herszberg, Alexander und Eduard Hornemann, Marek James, Walter Jungleib, Lea Klygermann, Georges-Andre Kohn, Blumel Mekler, Jacqueline Morgenstern, Eduard Reichenbaum, Marek Steinbaum, H. Wassermann, Eleonora Witońska, Roman Witoński, Roman Zeller und Ruchla Zylberberg, alle im Alter von fünf bis zwölf Jahren, aus dem KZ Auschwitz ins KZ Neuengamme verbracht.
Nachdem Heißmeyer bereits Menschenversuche mit dem Ziel der Entwicklung eines Impfstoffes erfolglos an sowjetischen Kriegsgefangenen vorgenommen hatte, infizierte er bei einem Besuch diese Kinder mit Tuberkulose. Mit den Menschenversuchen wollte Heißmeyer beweisen, dass man Tuberkulose durch künstlich erzeugte Hauttuberkulose bekämpfen kann und dass „rassisch minderwertige Menschen“ eher anfällig sind für Tuberkulose. Die dauerhafte medizinische Behandlung oblag Trzebinski. Anschließend entnahmen sie den Kindern je einen Lymphknoten. Diese wurden anschließend präpariert und von Heißmeyer mitgenommen.
SS-Obergruppenführer Oswald Pohl aus Berlin befahl, die Abteilung Heißmeyer „aufzulösen“, alle Kinder und die Betreuer zu ermorden, damit keine Zeugen dieses Verbrechens überleben. Angeblich spritzte Trzebinski den Kindern Morphium und danach wurden sie – unter Mittäterschaft Arnold Strippels und Johann Frahms – an Heizungsrohren erhängt. Mit den Kindern wurden auch ihre vier Betreuer, zwei französische Ärzte, Gabriel Florence (1886–1945) aus Lyon und René Quenouille (1884–1945) aus Sarlat-la-Canéda und zwei niederländische Pfleger, die
politischen Häftlinge Dirk Deutekom aus Amsterdam und Antonie Hölzel aus Den Haag, sowie 24 sowjetische Kriegsgefangene ermordet. Die Ermordung dieser 20 jüdischen Kinder im Keller der Schule Bullenhuser Damm in Hamburg-Rothenburgsort in der Nacht vom 20. zum 21. April 1945 erregte bereits kurz nach Kriegsende öffentliche Empörung und Entsetzen.

## Nach Kriegsende
Nach Kriegsende tauchte Trzebinski in Husum unter. Danach arbeitete er inkognito bei der britischen Armee als Militärarzt im Entlassungslager Neumünster und gelangte dann über die Tätigkeit in einem Hamburger Lazarett nach Hesedorf. Im Entlassungslager Hesedorf war er als Militärarzt beschäftigt und bezog dort mit seiner Frau und Tochter eine Wohnung. Am 1. Februar 1946 wurde er in Hesedorf verhaftet und in das Internierungslager Westertimke überstellt. Während der Haft schrieb er ein mit „Ich“ betiteltes Tagebuch, das bislang unveröffentlicht ist.  Nach der Befreiung vom Nationalsozialismus bezeichnete Trzebinski die Morphininjektionen als „barmherzige Tat“.

## Prozess und Hinrichtung
Am 18. März 1946 wurde Trzebinski im Neuengamme-Hauptprozess, auch wegen seiner Mittäterschaft bei dem Verbrechen im Bullenhuser Damm, angeklagt. Am 3. Mai 1946 wurde er zum Tode durch den Strang verurteilt und am 8. Oktober 1946 in Hameln hingerichtet.